# 中国海地贸易发展办事处
中国海地贸易发展办事处（法語：Bureau de Développement Commercial de Chine en Haïti），简称驻海地商代处和海地贸发处，是中华人民共和国派驻海地的最高级别办事机构。隨著2018年中國駐多明尼加共和國貿易發展辦事處升格為大使館，本處成為中华人民共和国唯一駐非建交國之半官方外交代表機構。

## 历史
该办事处是依据1996年9月27日所签署的《中华人民共和国和海地共和国关于互设商贸办事处的协议》而设立的。由于中华人民共和国与海地之间并无外交关系，故而双方互设中国海地贸易发展办事处和海地中国贸易发展办事处来处理双方的涉外事务。
中国海地贸易发展办事处的主要职责是促进两国间在经济、贸易和旅游领域的关系发展；并受中华人民共和国外交部的委托来办理及进行其他接洽并开展文化、科技等方面的交流。目前，办事处已开设了签证、护照等业务并提供其他领事保护服务。2017年6月起可以受理公证、认证申请。
2024年年初海地安全形势恶化，中国海地贸易发展办事处于4月暂时撤至多米尼加首都圣多明各，并于7月已返回海地首都太子港工作。

## 历任代表
中国海地贸易发展办事处代表
- 张史贤（1996年12月至1999年）
- 黎鹗（1999年4月至2000年）
- 甘杰茂（2000年10月至2002年）
- 张伯清（2002年5月至2006年）
- 张国保（2006年至2009年10月）
- 王书平（2009年10月至2014年）
- 何彦军（2014年4月至2014年12月）
- 凌军（2015年4月至2017年8月）
- 王向阳（2017年9月至2020年10月）
- 龙凌（2020年10月至2022年）
- 陈立文（2022年至今）